# Trogonoptera brookiana
Trogonoptera brookiana là loài bướm thuộc chi Trogonoptera. Nó là loài quốc bướm của Malaysia.

## Hình ảnh

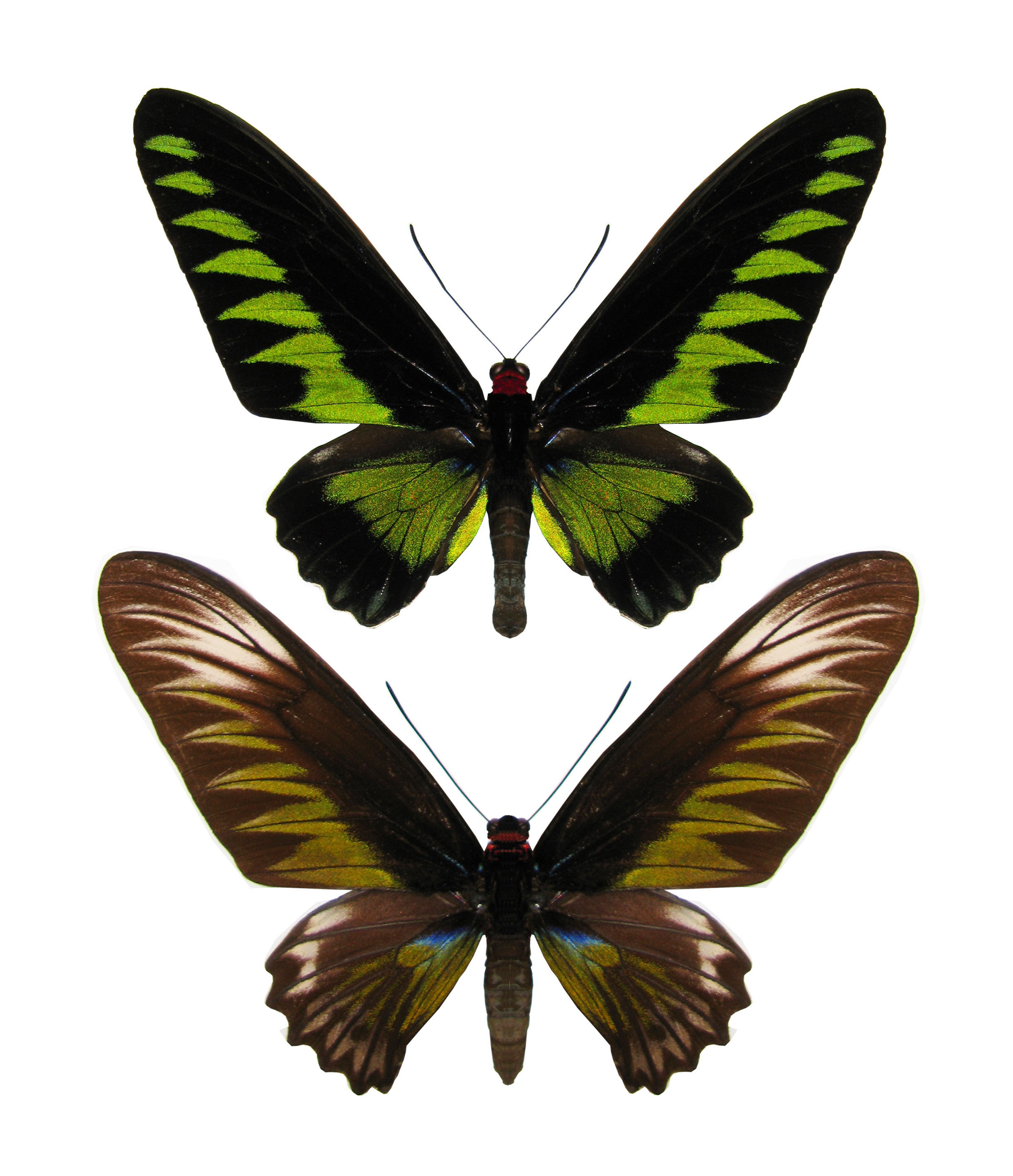

- Tập tin:Butterfly Park in Cameron Highland.JPG